# Autobahn A22 (Schweiz)
Die Autobahn A22 und Autostrasse A22 ist eine 13,5 Kilometer lange Hochleistungsstrasse im Kanton Basel-Landschaft. Sie wurde am 11. Dezember 2013 eröffnet, wobei Teile der Strasse unter anderer Bezeichnung (H2) bereits früher in Betrieb standen. Der Abschnitt von der Verzweigung Liestal bis zur Verzweigung Sissach gehört dem Bund und bildet dort die Nationalstrasse 22. Beim Sissach umfahrenden Chienbergtunnel hingegen handelt es sich um eine kantonale Autostrasse.

## Verlauf
Die A22 erschliesst das Ergolztal im Kanton Basel-Landschaft und verläuft – durch einen Hügelzug getrennt – parallel zur Autobahn A2. Sie beginnt bei der Autobahnausfahrt der A2 Liestal/Augst, führt dann Richtung Süden zwischen Frenkendorf und Füllinsdorf hindurch (weitgehend in einem Tunnel), auf einer Brücke über und entlang der Ergolz durch Liestal hindurch als Ortsumfahrung und weiter – neben der Ergolz – nach Sissach Nord, wo erneut Anschluss an die A2 besteht. Schliesslich umfährt sie – wieder in einem Tunnel – die Gemeinde Sissach, an deren Südende – Richtung Böckten – die A22 nach 13,5 Kilometern endet. Die Ergolz wird von der A22 sechsmal überquert.

## Baugeschichte

### Vorgeschichte
Die A22 wurde nicht von Beginn weg als durchgehende Hochleistungsstrasse geplant – weder als A22 noch unter einer anderen Bezeichnung. Als Ende der 1960er und Anfang der 1970er Jahre die Autobahn A2 geplant und schliesslich gebaut wurde, standen für den Verlauf zwischen Augst und Sissach zwei Varianten im Raum: Die Autobahnführung durch das Ergolztal oder – wie schliesslich realisiert – durch ein Seitental nach Arisdorf und einen Tunnel nach Sissach. Die Routenführung durch das Ergolztal wäre kürzer gewesen, hätte aber durch ziemlich dicht besiedeltes Gebiet geführt. Insbesondere in und um Liestal gab es keine Freifläche, auf welcher eine vierspurige Autobahn durch Liestal hätte geführt werden können. Zudem bestanden erhebliche Lärmschutzbedenken. Somit wurde die A2 nicht im Ergolztal gebaut, was jedoch dazu führte, dass dieses dichtbesiedelte Tal keinen Autobahnanschluss hatte.

### Kantonale Autobahn T2/J2 Liestal – Sissach und Umfahrung Liestal
Um gleichwohl das Ergolztal per Hochleistungsstrasse zu erschliessen, wurde zeitgleich mit dem Bau und der Planung der A2 (via Arisdorf) mit der Planung und dem Bau einer kantonalen Hochleistungsstrasse von Sissach nach Liestal begonnen. Bereits Ende der 1960er Jahre konnte das Teilstück Sissach – Itingen erstellt werden. 1970 wurde die Umfahrung von Liestal realisiert. Da es in Liestal keine durchgehende Freifläche zur Durchquerung der Stadt gab, wurde die Strasse auf einer durchgehenden Brücke über dem Liestal durchquerenden Fluss Ergolz erstellt. Aus Platzgründen jedoch lediglich als zweispurige nicht richtungsgetrennte Autostrasse und nicht – wie ansonsten – als vierspurige richtungsgetrennte Autobahn. Mitte der 1970er Jahre konnte die Hochleistungsstrasse durchgehend zwischen Liestal Nord und Sissach (Autobahnanschluss) in Betrieb genommen werden.
Die Strasse erhielt damals den Namen T2 (für Talstrasse 2), später J2 (für Jurastrasse 2), wobei sich die Nummer 2 an die parallel verlaufende Hauptstrasse 2 Basel – Gotthard – Tessin sowie die Autobahn A2 (damals noch N2 für Nationalstrasse 2) anlehnte.

### Umfahrung Sissach
Der gesamte stetig zunehmende Verkehr in die Täler des Oberbaselbiets musste seit jeher durch den Ortskern von Sissach geführt werden. Aus diesem Grund wurde eine Ortsumfahrung von Sissach geplant und erstellt. Gewählt wurde eine Tunnellösung, den Chienbergtunnel. Dieser wurde 2006 eröffnet. Die Umfahrungsstrasse schliesst kurz nach Ende der T2/J2 in Sissach Süd / Autobahnanschluss A2 an diese an und umfährt Sissach.

### Kantonale Autobahn H2 Augst – Liestal
Seit den 1960er Jahren angedacht, dauerte die Realisierung einer Hochleistungsstrasse von Liestal nach Augst – und damit dem Anschluss von Liestal an das nationale Autobahnnetz insbesondere auch Richtung Basel – über 40 Jahre. Die Gründe für die Verzögerungen waren planerischer, technischer, politischer und finanzieller Natur. Die Strasse führte durch dichtbesiedeltes Gebiet. Zwar wurde seit den 1960er Jahren eine Fläche für die Strasse freigehalten, so dass eine offene Bauweise möglich gewesen wäre, was aber erhebliche Auswirkungen auf das Landschaftsbild gehabt hätte und insbesondere auch den stetig steigenden Lärmschutzanforderungen nicht genügt hätte. Somit musste eine Lösung mit einem Tagbautunnel gefunden werden. Diese Lösung erwies sich jedoch als sehr kostspielig, so dass politisch intensiv über den Bau diskutiert wurde und es zweier Volksabstimmungen – 1995 und 2006 – bedurfte, damit der Bau möglich wurde. Auch bestand auf diesem Abschnitt mit der Hauptstrasse 2 eine insgesamt dreispurige Hauptstrasse, welche die Ortskerne umfuhr, so dass eine Alternative bestand, auch wenn sich auf der mit täglich 40'000 Fahrzeugen sehr stark belasteten Hauptstrasse oft Stau bildete. Ab 2006 wurde das letzte Teilstück schliesslich erstellt und am 11. Dezember 2013 eröffnet.
Die Strasse wurde unter dem Namen H2 (für Hochleistungsstrasse 2 oder auch Hauptstrasse 2) resp. HPL (Hauptstrasse Pratteln Liestal) gebaut. Die Bezeichnung H2 löste – auf der ganzen Strecke Sissach – Liestal – Augst, die früheren Bezeichnungen T2 und J2 sukzessive ab.

### Umbenennung zu A22
Mit Eröffnung des letzten Teilstücks zwischen Liestal Nord und Augst am 11. Dezember 2013 wurden die einzelnen Strassenabschnitte einheitlich zusammengefasst unter dem neuen Begriff Autobahn A22.

### Geplante Bauwerke
Eine grundlegende Renovation der bestehenden Umfahrung Liestal oder möglicherweise als langfristiger Ersatz ein Tunnel durch den Schleifenberg ist in der Diskussion, die jeweilige Umsetzung hängt von der Finanzierung ab.

## Abschnitte und Ausbaustandard
Entsprechend der langen Bauzeit von über 40 Jahren gliedert sich die Autobahn in diverse Einzelabschnitte, wobei deren Ausbaustandard höchst unterschiedlich ist.

### Augst – Liestal Nord (km 0 – km 4.5)
Der jüngste Abschnitt der A22 beginnt bei der Ausfahrt Augst/Liestal der Autobahn A2. Ausgehend vom dortigen Kreisel führt die Autobahn Richtung Süden entlang der Ergolz. Auf den ersten ca. 500 Metern ist die Strecke zwar vierspurig und richtungsgetrennt ausgeführt, jedoch als Hauptstrasse klassifiziert. Anschliessend beginnt die Autobahn, wobei diese pro Richtung nur einspurig – aber richtungsgetrennt – ausgebaut ist. Zunächst unterquert sie die bestehende Hauptstrasse Liestal – Pratteln, von und zu welcher in alle Richtungen Verbindungen zur A22 möglich sind (Anschluss Pratteln Ost). Nach knapp einem weiteren Kilometer – unmittelbar nach dem Halbanschluss Frenkendorf/Füllinsdorf Nord (Zufahrt zur A22 nur in Richtung Liestal, Wegfahrt von der A22 nur in Richtung Augst) – beginnt der ca. 2 Kilometer lange Tagbautunnel Schönthal, der aus zwei je einspurigen Röhren besteht, wobei in beiden Röhren neben der Hauptfahrbahn teilweise über 500 Meter lange Ein- resp. Ausspurstrecken von und zu den diversen Anschlüssen bestehen. Etwa in Mitte des Tunnels befindet sich der Halbanschluss Frenkendorf/Füllinsdorf Süd (Zufahrt zur A22 nur in Richtung Augst, Wegfahrt von der A22 nur in Richtung Liestal). Bei ca. km 4.5 endet der Tunnel Schönthal beim Vollanschluss Liestal Nord (Verbindungen in alle Richtungen) und die Autobahn A22 geht in die ehemalige Umfahrung J2 Liestal über.

### Liestal Nord – Liestal Süd (Umfahrung Liestal, km 4.5 – km 6.8)
Unmittelbar beim Vollanschluss Liestal Nord beginnt der zweite Teil der A22, die ehemalige Umfahrung Liestal. Dieses aus den frühen 1970er Jahren stammende Bauwerk wurde im Zuge der Integrierung in die A22 baulich nicht verändert, so dass es sich nach wie vor um eine insgesamt zweispurige nicht richtungsgetrennte Hochleistungsstrasse handelt. Entsprechend ist die Strecke als Autostrasse und nicht als Autobahn klassifiziert. Am Ende der Umfahrung Liestal befindet sich der Vollanschluss Liestal Süd resp. ehemals Liestal-Altmarkt.

### Liestal Süd – Sissach (km 6.8 – km 11)
Ab dem Vollanschluss Liestal Süd präsentiert sich die A22 wiederum als voll ausgebaute Autobahn (vierspurig, richtungsgetrennt). Es existieren in Lausen und Itingen Vollanschlüsse. In Sissach Süd – beim Anschluss der A22 an die Autobahn A22 und das Ortsstrassennetz von Sissach – endet der Vierspurausbau sowie die Klassifizierung als Autobahn. Eine Spur führt – als Hauptstrasse – zur Autobahn A2, eine weitere – ebenfalls als Hauptstrasse – verbindet die A22 mittels eines Kreisels mit dem Ortsstrassennetz sowie dem Chienbergtunnel.

### Umfahrung Sissach (km 11 – km 13.5)
Nach dem vorgenannten Kreisel beginnt das letzte Teilstück der A22, der Chienbergtunnel. Es handelt sich dabei um einen einröhrigen, zweispurigen nicht richtungsgetrennten Tunnel. Entsprechend ist das Teilstück als Autostrasse klassifiziert. Die A22 endet in Sissach Süd, nahe den Gemeindegrenzen Böckten und Thürnen, in einem weiteren Kreisel.

### Höchstgeschwindigkeit
Die signalisierte Höchstgeschwindigkeit beträgt in der Regel 80 km/h, mit folgenden Ausnahmen: 60 km/h sind geschildert im Bereich des Vollanschlusses Pratteln Ost sowie im Bereich des Anschlusses Sissach Nord/Autobahn, 100 km/h sind geschildert auf dem Teilstück Lausen – Sissach.

## Betrieb
Bei der Autobahn A22 handelte es sich bis 2020 vollständig um eine kantonale Autobahn. Entsprechend war der Kanton Basel-Landschaft Betreiber der Strecke. Da es sich um eine kantonale Autobahn handelte, war die Benutzung ohne Autobahnvignette möglich. Seit 2020 ist die Autobahn bis auf die Umfahrung Sissach eine Nationalstrasse (N22), seither besteht auf diesem Teilabschnitt Vignettenpflicht.